# ФК Шумадинац Бечмен
Фудбалски клуб Шумадинац је српски фудбалски клуб из Бечмена, предграђа Београда у општини Сурчин. Клуб је основан 1927. године и један је од најстаријих спортских колектива у овом делу Србије.

## Историја
ФК Шумадинац је основан 2. септембра 1927. године, у време када се фудбал тек развијао у мањим срединама Србије.Покретач оснивања био је Милутин Димитријевић,мештанин Бечмена.Клуб је био и остао центар окупљања младих и љубитеља спорта из Бечмена и околине. Кроз деценије је учествовао у различитим такмичењима, а највећи успехе је бележио у оквиру регионалних лига.
Клуб је кроз историју мењао назив.Првобитно је био „Хајдук“, затим „Напредак“, али се после рата усталило „Шумадинац“.

## Такмичења
Током историје, ФК Шумадинац се такмичио у различитим нивоима београдских лига. У последњим сезонама клуб наступа у Међуопштинској лиги Београда,група А, што представља шести степен такмичења у фудбалској хијерархији Србије. Клуб редовно учествује и на бројним пријатељским турнирима и меморијалима.

## Омладинске категорије
Клуб посвећује посебну пажњу раду са млађим категоријама. У оквиру клуба функционира више селекција – школа фудбала,петлићи,пионири,кадети и омладинци. Млађе категорије редовно освајају турнире и представљају будућност клуба. Тренери су професионалци и ентузијасти који улажу значајан труд у развој младих талената.

## Инфраструктура
Клуб располаже тереном у Бечмену, који се редовно одржава. Иако нема великог стадиона, терен и околина пружају добре услове за тренинг и одигравање утакмица. У току је и додатно улагање у побољшање инфраструктуре клуба.

## Симболи клуба
Боје ФК Шумадинац су плава и бела, које симболизују спортски дух, традицију и припадност. Грб клуба је кружног облика, модерног дизајна, са наглашеним елементима који представљају идентитет клуба и места из ког потиче. У центру грба налази се велико слово "Ш", као симбол имена клуба — Шумадинац.
У горњем делу грба исписана је година оснивања – 1927, док се у доњем делу налази натпис "Бечмен", што указује на порекло и локалну припадност клуба. Цео дизајн одише једноставношћу и јасним визуелним порукама, што грб чини лако препознатљивим и поносом свих навијача и мештана.
Клуб негује традицију, поштује своју дугу историју и са поносом истиче своје корене у сваком наступу, како на терену тако и ван њега.

## Познати играчи
Током година, кроз редове ФК Шумадинац прошли су бројни талентовани фудбалери, од којих су многи наставили каријере у већим клубовима широм Србије и иностранства.
Најуспешнији међу њима је свакако Марко Живковић, који је након наступа за Шумадинац играо за више реномираних клубова, укључујући ФК Обилић, ФК Дечић (Црна Гора), ФК Модрича (Босна и Херцеговина), као и шведски клуб Сиријанска (Syrianska FC). Његова међународна каријера представља инспирацију младим играчима из Бечмена и шире, да се упорношћу и радом може стићи до професионалног фудбала на озбиљном нивоу..

## Навијачи
Навијачи Фудбалског клуба Шумадинац познати су под именом „Харамбаше“, што представља симбол храбрости, поноса и верности локалном клубу. Ова навијачка група постоји још од почетка деведесетих година, и кроз време је била важан део атмосфере на утакмицама, како код куће тако и на страни.
Године 2000. формирана је група под именом „Yeti Boy“, која је тада представљала младу навијачку снагу и допринела препознатљивости клуба на навијачкој сцени. Са временом, навијачка структура се мењала, а данас активну подршку клубу пружа нова генерација окупљена под именом „Bečmen Crew Hell“, која наставља традицију бодрења Шумадинца са истим жаром и оданошћу.